# Mérei Ferenc Szakkollégium
A Mérei Ferenc Szakkollégium 2011 tavaszán alakult meg az ELTE BTK Művészetelméleti és Médiakutatási Intézetében, mintegy húsz esztétika, film és média szakos hallgató, valamint György Péter és K. Horváth Zsolt oktatók részvételével. A kezdeményezés célja egy komplex művészet- és társadalomkritikai közösség szakkollégiumi formában való létrehozása és működtetése. A szakkollégium igazgatói: K. Horváth Zsolt (2011–2018), Hermann Veronika (2018– ).

## „Öröm és teljesítmény”: a kollégium elvei és céljai
Az alapítás elsődleges oka az volt, hogy a jelenlegi „tömegegyetemi” képzésben a mennyiségi elv háttérbe szorította a közösséget és a kiscsoportos munkát. A közösség egyik legnagyobb erénye, hogy a közvetlen emberi kapcsolatok elmélyítésével olyan plusz (érzelmi, szociális) energiát, alkotóerőt szabadít fel, mely nemcsak a teljesítményt növeli mérhető módon, hanem a közösségi lét érzelmi átélésén keresztül a résztvevők személyiségfejlődését is segíti. A szakkollégium névadója, Mérei Ferenc (1909–1986) pszichológus és pedagógus szakember 1947-ben publikált Az együttes élmény című írásában már úgy fogalmazott, hogy a közösségben élés egyrészt azért fontos, mert annak kollektív teljesítménye messze meghaladja az egyéni teljesítmények összegét, másrészt pedig, mert a közösség típusú emberi kapcsolat az, amelyben az egyén – társai lévén – megéli a szociabilitás, a társasság örömét, többletét. Mérei tehát a közösségi lét lényegét a – mottónknak választott – „öröm és teljesítmény” gondolatában fogalmazta meg: a kisközösségi lét az együttes munkán keresztül növeli az egyéni kreativitást és teljesítőképességet, míg a versengés, a teljesítés izgalmában keletkező feszültséget, fáradtságot feloldja a munka együttességének öröme. A nevelés, illetve azzal szoros összefüggésben a társadalmi mobilitás fenntartásának szempontjából azért tartjuk perdöntőnek Mérei gondolatait, mert az így felgyülemlő társas, közösségalkotó energia a hallgatók részéről választott cselekvés, mely tudatos szabályalkotással és -követéssel társul, s az ebben való részvétel hozzásegít a közösségi szellem megéléséhez, kialakul egy sajátos csoporttudat. A csoportalakítás, intézményszervezés, közösségi szellem, választás és a törvényesség tehát olyan elsajátított képességek, melyekre a demokratikus kulturális szemléletnek és állampolgári nevelésnek szüksége van.

## A kollégium szakmai tevékenysége
A szervezés, az alapelvek és a működési szabályok lefektetése után, a szakkollégium 2011. őszi félévében kezdte meg a rendes oktatást, mely heti, kétheti rendszerességgel megtartott, intenzív kiscsoportos munkát jelent. Szakmai, intellektuális profiljában a társadalomkritika és a művészetkritika két, egymással szorosan összekapcsolódó, egymással kommunikatív viszonyban álló szférát alkot. Ennek az interdiszciplináris megközelítésnek köszönhetően a szakkollégium oktatói egyedi felkérés alapján különböző egyetemekről kerülnek ki. A diákok kérése és igénye szerint kialakított ún. körök vezető oktatói Az ELTE BTK és TáTK, a Central European University minősített oktatóiból kerültek ki.

### Justus Pál-beszélgetések a Bálint Házban
2014 novemberében, a Bálint Házzal közösen beszélgetés-sorozatot indítottak, mely a fentebbieknek megfelelően művészet- és társadalomkritikai profillal rendelkezik. A sorozat a Mérei Ferenc tágabb baráti köréhez tartozó, költőként induló, majd társadalomelméleti és politikai tevékenységet kifejtő Justus Pálról (1905-1965) kapta a nevét. A beszélgetések során eddig a transzneműség, a migráció, a generáció, a társadalmi nemek, a gyász, a betegség, a trauma, az elhallgatás és más problémák társadalmi és művészeti reprezentációit vizsgáltuk. Eddig vendégeink voltak: Kiss Tibor Noé, író, Havasréti József, író, irodalomtörténész, Standeisky Éva, történész, György Péter, esztéta, Takács Ádám, filozófus, Mátis Lilla, filmrendező, Radnóti Sándor, filozófus, Éber Márk Áron, szociológus, Vida Katalin pszichológus, Hirsch Tibor filmtörténész, Borgos Anna, pszichológus, Földes Györgyi, irodalomtörténész, Csatlós Judit, antropológus-muzeológus, Őze Eszter, művészettörténész, Pfisztner Gábor esztéta, Szabó Magdolna, etnográfus, Bányai Viktória, történész, Birkás Anna, antropológus, Gelencsér Gábor, filmesztéta, Kádár Anna, PhD-hallgató, Trádler Henrietta, történész, Bezsenyi Tamás történész, Fejős Zoltán, etnográfus, Baglyas Erika, képzőművész, Gadó Flóra, kurátor és Szász Lilla képzőművész.
A szakkollégium közössége 2014-től rendszeresen szervez civil programokat a Bánkitó Fesztiválra, ahol a társadalmi nemek, a szexmunka és egyéb témákban szervezett beszélgetéseket, mellyel e problémák társadalmi tudatosítását tűzte ki céljául.

## Külső hivatkozások
- A Mérei Ferenc Szakkollégium honlapja
- A Mérei Ferenc Szakkollégium Facebook-oldala:
- Mérei Ferenc az oktatás és a demokrácia összefüggéséről
- A Litera beszámolója az első Justus Pál-beszélgetésről, melyen Kiss Tibor Noé volt a vendégünk
- Az Újkor.hu beszámolója a Szex-háború? Nők férfiak, férfiak nők ellen című beszélgetésről
- Beszámoló a "Fasza lesz-e valaha a nőknek? Női szexualitás közbeszéd" című vitánkról